# María Concepción Loperena
 María Concepción Loperena de Fernández de Castro, född cirka 1750, död 1835, känd som “La Loperena” och “La Heroína”, var en colombiansk godsägare och frihetshjältinna. Hon är känd för den roll hon spelade i colombianska frihetskriget. Under Simon Bolivars kampanj i Colombia 1812 gav hon honom sitt finansiella stöd och förklarade själv sin hemprovins Valledupar fri från spansk överhöghet. Hon är även känd för sitt arbete under grundandet av den nationella skolan, som hon lät bygga ut i sin hemprovins. 
Hon utnämndes 1940 till en av Colombias nationalhjältar.   